# Cloruro de hexaminíquel
El cloruro de hexaminíquel es un compuesto químico de fórmula [Ni(NH3)6]Cl2. Es la sal de cloruro del complejo metálico amino [Ni(NH3)6]2+. El catión presenta seis ligandos amonio (llamados aminas en química de coordinación) unidos al ion níquel(II).

## Propiedades y estructura
El [Ni(NH3)6]2+, como todos los complejos octaédricos de níquel(II), es paramagnético con dos electrones no apareados localizados en cada centro de Ni. El [Ni(NH3)6]Cl2 se prepara tratando cloruro de níquel(II) acuoso con amoníaco. Es útil como fuente molecular de níquel(II) anhidro.